# Marie-Helene Östlundová
Marie-Helene Östlundová, rozená Westinová (* 14. května 1966, Sollefteå, Švédsko), je bývalá švédská běžkyně na lyžích. Je mistryní světa ze závodu na 20 km volnou technikou na MS 1987 v německém Oberstdorfu. Z mistrovství světa má ještě stříbro a dva bronzy.
V celkovém hodnocení Světového poháru v běhu na lyžích skončila nejlépe druhá, v sezóně 1987/88.
Za svůj triumf na MS 1987 obdržela v daném roce také Zlatou medaili Svenska Dagbladet (spolu se švédským mužským hokejovým týmem): ocenění pro švédského sportovce, který dosáhl v daném roce mimořádného úspěchu.

## Osobní život
Je provdána za reprezentačního kolegu, běžce na lyžích Erika Östlunda. Jejím bratrem je dvojnásobný vítěz Vasova běhu Håkan Westin.

## Výsledky ve Světovém poháru
Všechny výsledky jsou zdrojovány stránkami Mezinárodní lyžařské federace (FIS).

### Individuální závody
- 2 vítězství
- 9 pódií

| No. | Sezóna  | Datum             | Místo                          | Závod          | Úroveň               | Umístění |
| --- | ------- | ----------------- | ------------------------------ | -------------- | -------------------- | -------- |
| 1   | 1986/87 | 20. únor 1987     | Oberstdorf, Západní Německo    | 20 km volně    | mistrovství světa[a] | 1.       |
| 2   | 1986/87 | 15. březen 1987   | Kavgolovo, SSSR                | 10 km klasicky | světový pohár        | 3.       |
| 3   | 1987/88 | 19 December 1987  | Reit im Winkl, Západní Německo | 5 km volně     | světový pohár        | 3.       |
| 4   | 1987/88 | 15. leden 1988    | Toblach, Itálie                | 20 km volně    | světový pohár        | 3.       |
| 5   | 1987/88 | 12. březen 1988   | Falun, švédsko                 | 5 km klasicky  | světový pohár        | 3.       |
| 6   | 1987/88 | 27 March 1988     | Rovaniemi, Finsko              | 10 km volně    | světový pohár        | 1.       |
| 7   | 1990/91 | 15. prosinec 1990 | Davos, Švýcarsko               | 15 km klasicky | světový pohár        | 3.       |
| 8   | 1990/91 | 12. leden 1991    | Klingenthal, Německo           | 15 km klasicky | světový pohár        | 2.       |
| 9   | 1990/91 | 16. břeten 1991   | Oslo, Norsko                   | 5 km volně     | světový pohár        | 3.       |

a. 1 Závody v běhu na lyžích v programu Mistrovství světa v klasickém lyžování 1987 byly zároveň součástí Světového poháru v běhu na lyžích 1986/87.

### Týmové závody
- 2 pódia

| No. | Sezóna  | Datum           | Místo             | Závod      | Úroveň        | Umístění | Týmové kolegyně                       |
| --- | ------- | --------------- | ----------------- | ---------- | ------------- | -------- | ------------------------------------- |
| 1   | 1993/94 | 13. březen 1994 | Falun, Švédsko    | 4 x 5 km V | světový pohár | 3.       | Frithioffová / Ordinová / Frostová    |
| 2   | 1994/95 | 26. březen 1995 | Sapporo, Japonsko | 4 x 5 km M | světový pohár | 3.       | Frithioffová / Ordinová / Fanqvistová |